# Poblado de Prada
Poblado de Prada (llamada oficialmente Poboado de Prada) es un lugar situado en la parroquia de Prada, del municipio español de La Vega, en la provincia de Orense, Galicia.

## Demografía
| Gráfica de evolución demográfica de Poblado de Prada entre 2000 y 2023 |
|                                                                        |
| Datos según el nomenclátor publicado por el INE.                       |